# هلموت مارکو
هلموت مارکو (انگلیسی: Helmut Marko؛ زادهٔ ۲۷ آوریل ۱۹۴۳ در گراتس) رانندهٔ مسابقات اتومبیل‌رانی فرمول یک اهل اتریش است که از فصل ۱۹۷۱ تا ۱۹۷۲ مجموعاً در ۱۰ گراند پری شرکت کرد، اما موفق به کسب هیچ امتیازی نشد.

## نتایج کامل در مسابقات جهانی فرمول یک
(کلید)
| سال   | ورودی                | شاسی           | موتور                       | ۱             | ۲                | ۳       | ۴        | ۵        | ۶         | ۷          | ۸        | ۹          | ۱۰        | ۱۱              | ۱۲           | ق.ر. | امتیاز |
| ----- | -------------------- | -------------- | --------------------------- | ------------- | ---------------- | ------- | -------- | -------- | --------- | ---------- | -------- | ---------- | --------- | --------------- | ------------ | ---- | ------ |
| ۱۹۷۱  | اکوری بونیه          | مک‌لارن ام۷سی   | فورد کازوورث دی‌اف‌وی ۳٫۰ وی۸ | آفریقای جنوبی | اسپانیا          | موناکو  | هلند     | فرانسه   | بریتانیا  | آلمان ع.ض. |          |            |           |                 |              | ر.ن. | ۰      |
| ۱۹۷۱  | یاردلی-بی‌آرام        | بی‌آرام پی۱۵۳   | بی‌آرام پی۱۴۲ ۳٫۰ وی۱۲       |               |                  |         |          |          |           |            | اتریش ۱۱ | ایتالیا ب. | کانادا ۱۲ |                 |              | ر.ن. | ۰      |
| ۱۹۷۱  | یاردلی-بی‌آرام        | بی‌آرام پی۱۶۰   | بی‌آرام پی۱۴۲ ۳٫۰ وی۱۲       |               |                  |         |          |          |           |            |          |            |           | ایالات متحده ۱۳ |              | ر.ن. | ۰      |
| ۱۹۷۲  | اتریش-مارلبرو بی‌آرام | بی‌آرام پی۱۵۳   | بی‌آرام پی۱۴۲ ۳٫۰ وی۱۲       | آرژانتین ۱۰   | آفریقای جنوبی ۱۴ | اسپانیا |          |          |           |            |          |            |           |                 |              | ر.ن. | ۰      |
| ۱۹۷۲  | اتریش-مارلبرو بی‌آرام | بی‌آرام پی۱۵۳بی | بی‌آرام پی۱۴۲ ۳٫۰ وی۱۲       |               |                  |         | موناکو ۸ | بلژیک ۱۰ |           |            |          |            |           |                 |              | ر.ن. | ۰      |
| ۱۹۷۲  | اتریش-مارلبرو بی‌آرام | بی‌آرام پی۱۶۰بی | بی‌آرام پی۱۴۲ ۳٫۰ وی۱۲       |               |                  |         |          |          | فرانسه ب. | بریتانیا   | آلمان    | اتریش      | ایتالیا   | کانادا          | ایالات متحده | ر.ن. | ۰      |
| منبع: |                      |                |                             |               |                  |         |          |          |           |            |          |            |           |                 |              |      |        |